# Круглов Володимир Володимирович
Володи́мир Володи́мирович Кругло́в — український військовослужбовець, підполковник Збройних сил України, учасник російсько-української війни.

## Життєпис
Станом на 2016 рік служить командиром реактивного артилерійського дивізіону 27-ї реактивної артилерійської бригади.

## Нагороди
- орден Богдана Хмельницького III ступеня (2016) — за особисту мужність і високий професіоналізм, виявлені у захисті державного суверенітету та територіальної цілісності України, вірність військовій присязі[1].
- почесна відзнака Сумської міської ради «За заслуги перед містом» ІІ ступеня (2016) — за високий військовий професіоналізм та самовідданість, проявлені під час виконання службових та бойових завдань по захисту суверенітету та територіальної цілісності України у зоні проведення антитерористичної операції.